# 血の海歌劇団
血の海歌劇団（ピバダかげきだん）は、朝鮮民主主義人民共和国（北朝鮮）の歌劇団。
「血の海歌劇団」は、1947年に「北朝鮮歌劇団」として創立、1948年12月、「国立交響楽団」、「国立合唱団」、「北朝鮮歌劇団」が統合し「国立芸術劇場」が成立した。1971年7月に現在の「血の海歌劇団」に改称された。血の海歌劇団は、金日成主席の指導により1930年代の抗日武装闘争の時期に創作された古典作品を革命歌劇として脚色して社会主義リアリズムを体現して社会主義革命建設の実現を目指すとされている。代表的な作品は、1971年に公演された革命歌劇「血の海」（ピバダ）。主な公演劇場は平壌大劇場を使用している。
2000年代後半からは「血の海」以外の革命歌劇や中国小説を脚色したミュージカルの公演も行うようになった。2010年5月には「紅楼夢」中国公演を行い北京、呼和浩特、長沙、武漢、福州、深圳、重慶で公演し、中国内外で大きな話題となった。次いで2011年10月から2012年1月にかけて「梁山伯と祝英台」中国公演を行い北京、上海、広州、長春、大慶、瀋陽、重慶、天津、大連、杭州、青島、長沙、武漢、無錫、蘭州で公演。さらに2012年6月から7月にかけて革命歌劇「花を売る乙女」の中国巡回公演を行い済南、重慶、成都、広州、北京で公演した。

## 主な歴代所属歌手(前身時代を含む)
男声
- チョン・ウボン（전우봉）　　人民俳優、バリトン(洋楽声楽)。咸鏡南道芸術団、平壌映画音楽録音所を経て血の海歌劇団所属となった。革命歌劇「血の海」で地下工作員(初代)、万寿台芸術団の革命歌劇「花を売る乙女」で黄老人(初代)などを演じた。その後、金元均名称平壌音楽大学声楽学部で洋楽声楽講座長を務め、2015年に83歳で死去。
- キム・スンヨン（김승연）　　人民俳優、バリトン。国立芸術劇場、平壌映画音楽録音所、万寿台芸術団を経て血の海歌劇団へ。現在金元均名称平壌音楽大学声楽講座教員。
- キム・ヨンウォン（김영원）　人民俳優、テノール。革命歌劇「血の海」でピョン区長(初代)を演じた。息子は血の海歌劇団のキム・スンナム。
- パク・スンヨン（박승연）　　人民俳優、バリトン(洋楽声楽)。革命歌劇「密林よ語れ」主役チェ・ビョンフン、革命歌劇「花を売る乙女」で薬屋店主、歌劇「梁山伯と祝英台」で周士章を演じた。
- リ・ソンフン（리성훈）　　　功勲俳優、テノール(民族声楽)。
- キム・ヨンハ（김영하）　　　功勲俳優、テノール(民族声楽)。万寿台芸術団専属歌手の功勲俳優キム・イルファンは息子である。現在は声楽指導員。
- ロ・ヒョヌク（로현욱）　　　功勲俳優、テノール(洋楽声楽)。
- チェ・ヨンリュク（최용륙）　功勲俳優、バリトン(洋楽声楽)。革命歌劇「花を売る乙女」で地主、歌劇「梁山伯と祝英台」で祝公遠、革命歌劇「革命勝利が見えた」で雑貨店主人を演じた。
- ソン・チョルナム（손철남）　功勲俳優、テノール(洋楽声楽)。革命歌劇「花を売る乙女」でチョルヨンを演じた。
- ムン・ミョンサム（문명삼）　功勲俳優、バス(洋楽声楽)。銀河水管弦楽団を経て血の海歌劇団へ。革命歌劇「革命勝利が見えた」で朴アバイを変じた。
- リ・ドンス（리동수）　　　　功勲俳優、テノール(洋楽声楽)。朝鮮人民軍協奏団、朝鮮人民内務軍協奏団を経て血の海歌劇団へ。革命歌劇「革命勝利が見えた」で日本人憲兵ヨシダを演じた。
- リ・ボンイク（리봉익）　　　バリトン。国立民族芸術団を経て血の海歌劇団へ。革命歌劇「血の海」でユンソプ(初代)を演じた。
- キム・ホギ（김호기）　　　　バリトン。革命歌劇「血の海」でウンパル(初代)を演じた。
- チョ・グァンホ（조광호）　　バリトン。万寿台芸術団を経て血の海歌劇団へ。革命歌劇「花を売る乙女」で革命軍隊員を演じた。
- キム・ヨンジン（김영진）　　テノール。歌劇「梁山伯と祝英台」で四九を演じた。
- キム・スンナム（김승남）　　テノール。革命歌劇「血の海」でピョン区長を演じた。父は人民俳優キム・ヨンウォン。
- ウ・ソヒョン（우서형）　　　テノール(民族声楽)。
- パク・ユングン（박윤근）　　テノール(洋楽声楽)。
- コ・ジョンジュ（고정주）　　バリトン(洋楽声楽)。革命歌劇「花を売る乙女」で薬房店主を演じた。
- パク・ミョンジン（박명진）　テノール。歌劇「梁山伯と祝英台」で四九を演じた。
- リュ・ヨンチョル（류영철）　バリトン(洋楽声楽)。革命歌劇「革命勝利が見えた」で日本人憲兵タカギを演じた。
- オ・チョンソン（오청송）　　テノール。歌劇「梁山伯と祝英台」で男性主役の梁山伯を演じ、革命歌劇「革命勝利が見えた」で通信員を演じた。
- オ・ヒョン（오현）　　　　　テノール。歌劇「梁山伯と祝英台」で男性主役の梁山伯を演じた。
- キム・チョルフィ（김철휘）　革命歌劇「革命勝利が見えた」で崔トンムを演じた。

女声
- ワン・ソンファ（왕선화）　　人民俳優、ソプラノ(洋楽声楽)。平壌映画音楽録音所所属の後、血の海歌劇団声楽指導員。その後金元均名称音楽総合大学声楽教員を務めた。2018年に87歳で死去。
- キム・ギウォン（김기원）　　人民俳優、メゾソプラノ。国立民族芸術団を経て血の海歌劇団へ。革命歌劇「血の海」で初代主役を演じた。現在功労者名俳優芸術扇動隊所属。
- チェ・ギョンド（최경도）　　人民俳優。ソプラノ。革命歌劇「血の海」でウルナムを演じた。
- キム・ヨンジュ（김용주）　　人民俳優、ソプラノ。
- チョ・チョンミ（조청미）　　人民俳優、メゾソプラノ(洋楽声楽)。現在金元均名称平壌音楽大学洋楽声楽講座教員。1957年、福岡県出身の在日朝鮮人2世。1974年に帰国事業で北朝鮮へ渡る。革命歌劇「血の海」で2代目主役を演じた。また尹伊桑管弦楽団の兼任歌手としても活動した。
- パン・ヨンヒ（방영희）　　　人民俳優、ソプラノ(洋楽声楽)。11歳の時から革命歌劇「血の海」でカプスンを演じた。
- ペ・ユンヒ（배윤희）　　　　人民俳優、ソプラノ(民族声楽)。
- チャン・ヨンオク（장영옥）　人民俳優、ソプラノ(洋楽声楽)。銀河水管弦楽団を経て血の海歌劇団所属。
- リュ・ヨンオク（류영옥）　　功勲俳優、ソプラノ。後に万寿台芸術団に在籍、革命歌劇「血の海」でカプスン(初代)、革命歌劇「花を売る乙女」初代主役コップニ(幼年期)を演じた。その後、血の海歌劇団の指導員を歴任し、現在功労者名俳優芸術扇動隊隊長。
- ペ・ドクファ（배덕화）　　　功勲俳優、アルト。万寿台芸術団の功勲女声重唱組を経て血の海歌劇団で活躍した。
- チョ・ギョンイム（조경임）　功勲俳優、ソプラノ。革命歌劇「血の海」で幼いウルナム(初代)を演じた。現在功労者名俳優芸術扇動隊所属。
- ソン・フィスン（송희순）　　功勲俳優、ソプラノ(洋楽声楽)。革命歌劇「血の海」でカプスンを演じた。
- ヤン・ミョンスン（양명순）　功勲俳優、ソプラノ(洋楽声楽)。
- パク・インスク（박인숙）　　功勲俳優、ソプラノ(民族声楽)。
- チェ・ジョンエ（최정애）　　功勲俳優、メゾソプラノ(洋楽声楽)。
- コ・ミョンヒ（고명희）　　　功勲俳優、ソプラノ(民族声楽)。
- テ・ヨンスク（태영숙）　　　功勲俳優、ソプラノ(大衆歌謡/民族声楽)。
- キム・ジョンシル（김정실）　功勲俳優、ソプラノ。革命歌劇「花を売る乙女」主役コップニを演じた。
- チェ・エオク（최예옥）　　　功勲俳優、ソプラノ。革命歌劇「血の海」で娘カプスン、革命歌劇「党の真の娘」で主役カン・ヨノク、歌劇「梁山伯と祝英台」女性主役の祝英台を演じた。
- リ・ジョンラン（리정란）　　功勲俳優、ソプラノ。革命歌劇「花を売る乙女」主役コップニ、歌劇「紅楼夢」で女性主役の林黛玉を演じた。
- キム・ヒャン（김향）　　　　功勲俳優、ソプラノ(洋楽声楽)。一時、銀河水管弦楽団を経て再び血の海歌劇団所属。歌劇「梁山伯と祝英台」女性主役の祝英台を演じた。
- キム・オクスク（김옥숙）　　ソプラノ(民族声楽)。
- チョ・ヘボク（조혜복）　　　ソプラノ(民族声楽)。
- キム・グィニョ（김귀녀）　　メゾソプラノ(洋楽声楽)。歌劇「梁山伯と祝英台」で祝夫人を演じた。
- リ・ギョンエ（리경애）　　　ソプラノ(洋楽声楽)。
- リ・ジファ（리지화）　　　　ソプラノ(洋楽声楽)。
- リ・ヨンスク（리영숙）　　　ソプラノ(民族声楽)。
- カン・ボヨン（강보영）　　　ソプラノ。
- チョン・ジョンエ（정정애）　ソプラノ。現在中央芸術扇動社声楽講師。
- オ・ミソン（오미선）　　　　ソプラノ。
- カン・ヨンヒ（강용희）　　　ソプラノ(民族声楽)。
- チャン・エラン（장애란）　　ソプラノ(民族声楽)。
- ウ・ギョンスン（우경순）　　ソプラノ(民族声楽)。
- キム・ソンヒ（김성희）　　　ソプラノ(民族声楽)。現在国立民族芸術団所属。
- ミン・ボクシム（민복심）　　ソプラノ。歌劇「紅楼夢」で紫鵑役、革命歌劇「革命勝利が見えた」で宝貝を演じた。
- キム・ミョンシン（김명신）　メゾソプラノ(洋楽声楽)。銀河水管弦楽団、功勲国家合唱団を経て血の海歌劇団へ。革命歌劇「革命勝利が見えた」で主人公チェ・ヒスクを演じた。
- チェ・チョルオク（채철옥）　ソプラノ(民族声楽)。万寿台芸術団を経て血の海歌劇団所属。革命歌劇「花を売る乙女」の第5代主役コップニを演じる。
- ソン・ソルヒ（송설희）　　　ソプラノ。万寿台芸術団を経て血の海歌劇団所属。10代の頃より革命歌劇「花を売る乙女」のスンヒを演じる。
- チェ・スイン（최수인）　　　メゾソプラノ(洋楽声楽)。革命歌劇「花を売る乙女」で母親を演じた。
- ホ・グミ（허금희）　　　　　メゾソプラノ(洋楽声楽)。歌劇「紅楼夢」で賈母を演じた。
- リ・ミギョン（리미경）　　　ソプラノ(民族声楽)。歌劇「紅楼夢」で雪雁を演じた。
- リム・ヘスン（림혜순）　　　ソプラノ(民族声楽)。歌劇「紅楼夢」で悪女を演じた。
- ハン・ウネ（한은혜）　　　　ソプラノ(洋楽声楽)。歌劇「紅楼夢」で花襲人を演じた。
- チョン・グムシル（정금실）　ソプラノ。歌劇「梁山伯と祝英台」で銀心を演じた。
- リュ・ギョンヒ（류경희）

など。

## 主な作曲家
- パク・ムジュン（박무준）　人民芸術家。
- キム・ドクス（김덕수）　人民芸術家。
- キム・ギミョン（김기명）　人民芸術家。
- リ・チュンサン（리춘상）　人民芸術家。
- リ・サンリョン（리상룡）　人民芸術家。
- カン・ギチャン（강기창）　人民芸術家。
- キム・ヨンギュ（김연규）　人民芸術家。
- キム・ジョンス（김정수）　功勲芸術家。1987年に死去。
- キム・ムンギュ（김문규）　功勲芸術家。
- リ・ドンジュン（리동준）　功勲芸術家。
- ソン・ドンミン（성동민）　功勲芸術家。
- オ・チャンソン（오창선）　功勲芸術家。

など。